# Django Software Foundation
Django Software Foundation (сокращённо DSF) — некоммерческая организация (501(c)(3) organization), основанная 17 июня 2008 года для поддержки продвижения, разработки, обучения и развития свободного программного каркаса для веб-приложений на языке Python — Django.
Среди корпоративных членов этой организации числятся, например, JetBrains и Instagram.